# Uniforme scolaire japonais
Pour la forme sexualisée de l'uniforme féminin japonais, voir Kogal.

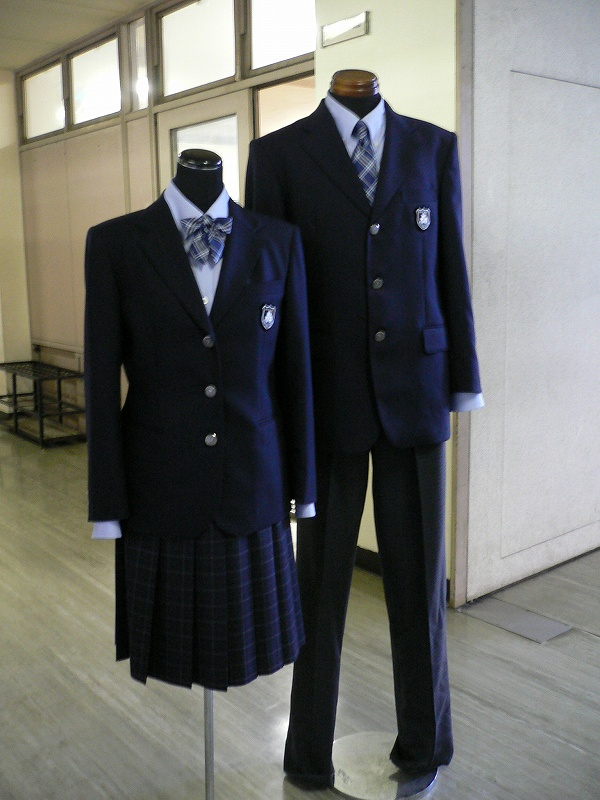
Exemple d'uniformes (enseignement secondaire)

L'uniforme scolaire est courant dans les établissements secondaires japonais, depuis la fin du XIXe siècle pour les garçons et le début du XXe siècle pour les filles. Il consiste aujourd'hui le plus souvent en une veste assortie à un pantalon ou à une jupe, bien que les uniformes traditionnels d'inspiration militaire, gakuran pour les garçons et sailor fuku pour les filles, soient encore répandus.

## Description
L'uniforme scolaire, en japonais seifuku (制服), est généralement constitué au Japon d'une veste assortie à un pantalon pour les garçons et à une jupe pour les filles. Il varie pour chaque établissement dans le choix des couleurs et de la coupe, et bien sûr du blason et des emblèmes qui y figurent. Il existe deux versions de l'uniforme, une pour l'hiver et une autre pour l'été, qui se distinguent par la longueur des manches ou le choix du tissu ; les élèves passent de l'un à l'autre lors du koromogae (衣替え), le 1er juin et le 1er octobre.
Les frais d'achat de l'uniforme sont à la charge des familles. Aujourd'hui, les uniformes scolaires sont courants dans de nombreux systèmes scolaires publics et privés japonais, principalement dans les établissements secondaires.

## Histoire
Le premier établissement scolaire à adopter l'uniforme au Japon est l'école privée de la noblesse japonaise Gakushūin, qui impose en 1879 le port pour les garçons d'une veste à col droit, avec un pantalon et un chapeau, à une époque où filles et garçons sont dans des établissements séparés à partir du secondaire. Cette veste reprend la coupe de l'uniforme « occidental » de l'armée, l'école formant des élèves officiers. L'Université impériale de Tokyo impose à son tour le port d'un uniforme similaire dès 1886, qui devient rapidement un modèle pour les middle schools et high schools de tout le Japon. Ce type d'uniforme est appelé gakuran.
Le premier uniforme féminin à avoir été imposé est le hakama, un large pantalon plissé, récent pour les femmes, vers 1900. Dans les années 1920, le costume de marin ou sailor fuku connaît une véritable vogue et devient l'uniforme le plus courant. Le premier établissement a l'avoir adopté serait l'Université Jo Gakuin de Fukuoka.
Autour des années 1930, l'uniforme, jusque là réservé à l'élite étudiante, se généralise. À partir des années 1980, certaines écoles abandonnent les veste à col droit pour les garçons et costume marin pour les filles, au profit du blazer avec pantalon ou jupe. À partir des années 2000, des uniformes non genrés sont mis en place dans de nombreux établissements.